# Shang-Hua Teng
Shang-Hua Teng (滕尚华) (n. en Pekín, China) es el presidente del Departamento de Ciencias de la Computación en el USC Viterbi School of Engineering de la Universidad del Sur de California. En 2008 fue galardonado con el Premio Gödel por su trabajo con Daniel Spielman. En 2009, recibió el Premio Fulkerson dado por la American Mathematical Society y la Sociedad de Programación Matemática.

## Biografía
Teng se graduó con B.A. en ingeniería eléctrica y B.S. en ciencias de la computación en la Universidad de Shanghái Jiao Tong en 1985. Obtuvo su magíster en ciencias de la computación en la Universidad del Sur de California en 1988. Finalmente, obtuvo su Ph.D en ciencias de la computación en la Universidad Carnegie Mellon en 1991.
Antes de unirse a la USC en 2009, Teng fue profesor en la Universidad de Boston. También trabajó en el Xerox PARC, MIT, NASA Ames Research Center, Intel Corporation, la Universidad de Minnesota, IBM Almaden Research Center, Universidad de Illinois en Urbana-Champaign, Akamai Technologies, Microsoft Research Redmond, Microsoft Research New England y Microsoft Research Asia.
Teng en miembro honorífico de la Association for Computing Machinery (ACM) así como un miembro Alfred P. Sloan.